# Mark van Gisbergen

a Compétitions nationales et continentales officielles uniquement.

b Matchs officiels uniquement.
Mark C. van Gisbergen, né le 30 juin 1977 à Hamilton en Nouvelle-Zélande, est un joueur anglais de rugby à XV qui a joué la majeure partie de sa carrière avec les London Wasps, évoluant au poste d'arrière. Il est né d'un père néerlandais et d'une mère néo-zélandaise.

## Biographie
Mark van Gisbergen joue une grande partie de sa carrière avec les London Wasps en coupe d'Europe et dans le Championnat d'Angleterre. Il a disputé 30 matchs de coupe d'Europe (2003-2008) et 9 matchs de Challenge européen (2002-2003). Il a remporté trois Coupes d'Europe. En juin 2011, à 34 ans, il décide de rejoindre la France et le Top 14 pour apporter son expérience et son vécu au tout juste promu, le Lyon OU. Il honore sa première cape internationale en équipe d'Angleterre le 12 novembre 2005 contre l'équipe d'Australie.

## Palmarès
- Champion d'Angleterre en 2003, 2004, 2005, 2008
- Vainqueur de la Coupe d'Europe en 2004, en 2007.
- Vainqueur du Challenge européen en 2003

## Statistiques en équipe nationale
- 1 sélections en équipe d'Angleterre depuis 2005.
- 0 point
- Sélections par année : 1 en 2005